# Вальдес, Бебо
Рамо́н Эми́лио Вальде́с Ама́ро (исп. Ramón Emilio Valdés Amaro; 9 октября 1918, Кивикан — 22 марта 2013, Стокгольм) — кубинский джазовый музыкант.

## Биография
Начинал пианистом в ночных клубах Гаваны в 30-е годы и добился известности как композитор и аранжировщик, участвовал во многих музыкальных проектах, в частности, с Бени Море, Ритой Монтанер и Нэтом Кингом Коулом. После победы кубинской революции в 1959 году, повлёкшей за собой ограничения личных свобод, в октябре 1960 года эмигрировал в Мексику и впоследствии в США, в то время как его семья осталась на Кубе. На европейских гастролях в 1963 году у Вальдеса завязался роман со шведкой Розой Марией Персон, которая стала позднее его второй женой. Супруги обосновались в Стокгольме, где Бебо Вальдес в безвестности работал в ресторанах, отелях и на круизных судах. В 1994 году эмигрировавший с Кубы джазовый музыкант Пакито Д’Ривера помог ему начать заново мировую карьеру, обеспечив ему контракт на альбом Bebo Rides Again с немецким музыкальным лейблом Messidor. Известность пришла в 2000 году после выхода документального фильма Фернандо Труэбы, посвящённого латиноамериканскому джазу, в котором наряду с другими звёздами жанра снялись Бебо Вальдес со своим сыном Чучо. В 2002—2009 годах альбомы Бебо Вальдеса El arte del sabor, Lágrimas negras, Bebo de Cuba und Juntos para siempre трижды награждались премией «Грэмми» и шесть раз — «Латинской Грэмми». Альбом Lágrimas negras, выпущенный совместно с испанским певцом фламенко Диего эль Сигалой был назван New York Times «лучшим альбомом года».
В браке с первой супругой, певицей Пилар Родригес, у Бебо родились сыновья Чучо, Рауль и Рамон, а также дочери Мириам и Майра. И сын Чучо, и внук Чучито также прославились на джазовом поприще. Со своим сыном Чучо Бебо увиделся вновь только спустя 18 лет в 1978 году, когда тот гастролировал в Нью-Йорке. В 2008 году Бебо и Чучо Вальдесы выпустили альбом Juntos para siempre («Вместе навсегда») и затем отправились на совместные гастроли. Во втором браке у Бебо родились сыновья Раймонд и Рикард. С 2007 года Вальдес проживал в Бенальмадене, в андалусской провинции Малага, где с ним в последние годы часто проводил время его сын Чучо. Покинув Кубу в 1960 году, Бебо Вальдес больше никогда не возвращался на родину. Он обещал вернуться на Кубу только после падения режима Кастро, потому что, по его высказыванию, «не выносит диктатур». Несмотря на его резко негативную позицию в отношении кубинских властей, средства массовой информации Кубы называли Бебо Вальдеса великим кубинским артистом.
Бебо Вальдес страдал болезнью Альцгеймера. Незадолго до его смерти дети Бебо от второго брака забрали отца в Стокгольм в связи с ухудшением его состояния здоровья.

## Дискография
- Чико и Рита (саундтрек, 2011)
- Juntos para siempre (2008)
- Live at the Village Vanguard (2007)
- Sabor de Cuba (2007)
- Bebo and Cachao (2007)
- Bebo de Cuba (2005)
- Lágrimas negras (2005)
- Descarga caliente (2004)
- We Could Make Such Beautiful Music Together (2004)
- El arte del sabor (2001)
- Mucho sabor (1995)
- Bebo rides again (1994)
- Todo ritmo (1992)
- Mambo Caliente, Mambo Riff (1955)
- Con poco coco (1952)

## Фильмография
- Фернандо Труэба: Calle 54 (2000)
- Фернандо Труэба: Blanco y negro: Bebo y Cigala en vivo (2004)
- Фернандо Труэба: Чудо Кандеаля / El milagro de la Candeal (2006)
- Карлос Каркас: Old Man Bebo (2008)